# Karl Romstorfer
Karl Adolf Romstorfer (zeitgenössisch Carl Adam, * 17. März 1854 in Aigen-Gaunersdorf in Niederösterreich; † 24. September 1916 in Wien) war ein österreichischer Gewerbeschuldirektor in Salzburg, Architekt, Regierungsrat, k.k. Konservator und Herausgeber mehrerer wissenschaftlichen Schriften.

## Biographie
Sein Vater war Realitätenbesitzer und Weinhändler. Karl A. Romstorfer besuchte die Realschule und die k.k. Technische Hochschule Wien. Nach Absolvierung der Technik und Ableistung des einjährigen Militärdienstes hatte er eine fünfjährige Baupraxis insbesondere als Architekt. Er arbeitete ein Jahr als Assistent an der Technischen Hochschule Wien, drei Jahre als Leiter der Fachschule in Bergreichenstein in Böhmen, elf Jahre als Professor und neun Jahre als Direktor der Staatsgewerbeschule in Czernowitz. Seine Werke waren verschiedene kunsthistorische Schriften, zumeist über den moldauisch-byzantinischen Stil und ein größeres Werk über das Böttchergewerbe, drei Bände über Bautischlerei, Arbeiterwohnhäuser, u. v. a. Sein Interesse galt vor allem der Kunstarchitektonischen Arbeit, insbesondere über die byzantinische Baukunst und über Burgenbauten, ferner über die holzverarbeitende Hausindustrie. Als Architekt war er an zahlreichen Bauausführungen beteiligt, wie Schulen, Kapellen, Kirchen, namentlich im moldauisch-byzantinistischen Stile, der Schlossbauten in vielen Kronländern Österreichs sowie in Ungarn, Württemberg und Rumänien. Mehrere seiner Wettbewerbsentwürfe wurden prämiert.
Verheiratet war er mit Melanie geb. West und hatte zwei Kinder: Erwald (* 1891) und Irmfried (* 1896).

## Verdienste
Für seine Verdienste wurde er mehrfach ausgezeichnet. Unter anderen wurde er zum Kommandeur des Ordens der Krone von Rumänien und zum Ritter des Franz-Joseph-Ordens ernannt. Außerdem erhielt er die rumänischen Medaille bene Merenti in Gold. Er war Begründer und vielfacher Schriftsteller des Bukowinischen Landes-Museums, Mitglied der k.k. Landwirtschaftlichen Gesellschaft Wien, der Bukowinischen Handels- und Gewerbekammer Czernowitz und des Vereins Rumänische Kunst in Budapest.